# Helena van Östergotland
Helena (ca. 1055 - na 1100) was een koningin-gemalin van Zweden. Zij was gehuwd met Inge I van Zweden.
Er is discussie over de identiteit van de echtgenote(s) van Inge. Bekend is dat:
- Inge en Helena ca. 1100 de abdij van Vreta stichtten en twintig boerderijen aan de abdij schonken. Omdat Inge zelf uit Västergötland afkomstig was, wordt dit als een aanwijzing gezien dat de familie van Helena uit Östergötland kwam;
- Inge volgens de Hervarar saga met een zuster van de niet-christelijke Sven van Zweden was getrouwd, zij wordt daar Maer / Mö genoemd. Maer is Oudnoors voor "jonge vrouw". Dus dat is niet strijdig met de naam Helena.

Er zijn speculaties dat Inge twee echtgenotes zou hebben gehad:
- een onbekende, niet-christelijke zuster van Sven;
- Helena, een christelijke prinses uit het Kievse Rijk of misschien zelfs het Byzantijnse Rijk. Argument hiervoor zou een aantal Russische en Griekse namen zijn dat in de volgende generaties in de Zweedse koninklijke families werd gebruikt.

Daartegen kan worden geargumenteerd dat de zuster van Sven voor het geloof van haar man kan hebben gekozen, zeker na de dood van Sven in 1087. En er zijn in deze periode veel meer banden tussen Scandinavische en Russische families die de Griekse en Russische namen in Zweden kunnen hebben geïntroduceerd.
Inge en Helena kregen de volgende kinderen:
- Christina (ca. 1075 - 18 januari 1122), getrouwd met Mstislav I van Kiev;
- Margaretha, getrouwd met Magnus III van Noorwegen, in haar tweede huwelijk getrouwd met Niels van Denemarken;
- Katrina, getrouwd met de Deense prins Björn Järnsida. Hun dochter Kirstin trouwde met Erik IX van Zweden;
- Ragvald, vermoedelijk dezelfde als Ragnvald Knaphövde. Zijn dochter Ingrid trouwde in haar eerste huwelijk met de Deense prins Henrik Skadelår, ze kregen vier zonen. In haar tweede huwelijk trouwde ze met Harald IV van Noorwegen